# Skeid Fotball
A Skeid Fotball labdarúgócsapat Norvégia fővárosában, Oslóban. Hazai mérkőzéseiket a Bislettben játsszák.

## Sikerlista
- Eliteserien
  - Aranyérmes (1): 1966
  - Ezüstérmes (5): 1938–39, 1952–53, 1953–54, 1957–58, 1967
  - Bronzérmes (1): 1963

- Norvég labdarúgókupa
  - Győztes (8): 1947, 1954, 1955, 1956, 1958, 1963, 1965, 1974
  - Döntős (3): 1939, 1940, 1949